# Wielka Synagoga Chóralna w Sankt Petersburgu
Wielka Synagoga Chóralna w Sankt Petersburgu – druga pod względem wielkości synagoga w Europie, znajdująca się w Petersburgu. Została zbudowana w 1893 roku, za zezwoleniem cara Aleksandra II z 1869 roku, w stylu mauretańskim, a poświęcona 8 grudnia 1893 r.
Architektami projektu synagogi byli I. Shaposhnikov oraz L. Bahman. Najbardziej charakterystycznym elementem synagogi jest biała kopuła oraz pomarańczowo-brązowa fasada. Przed budynkiem znajduje się piękny secesyjny kuty płot z 1909 roku projektu I.N. Ropeta oraz A.D. Schwartzmana.
Synagoga w latach 2000–2003 została poddana gruntownej renowacji, którą sfinansowali państwo Safrowie. Renowacja, która przywróciła synagodze oryginalny wygląd kosztował ponad 5 milionów dolarów.

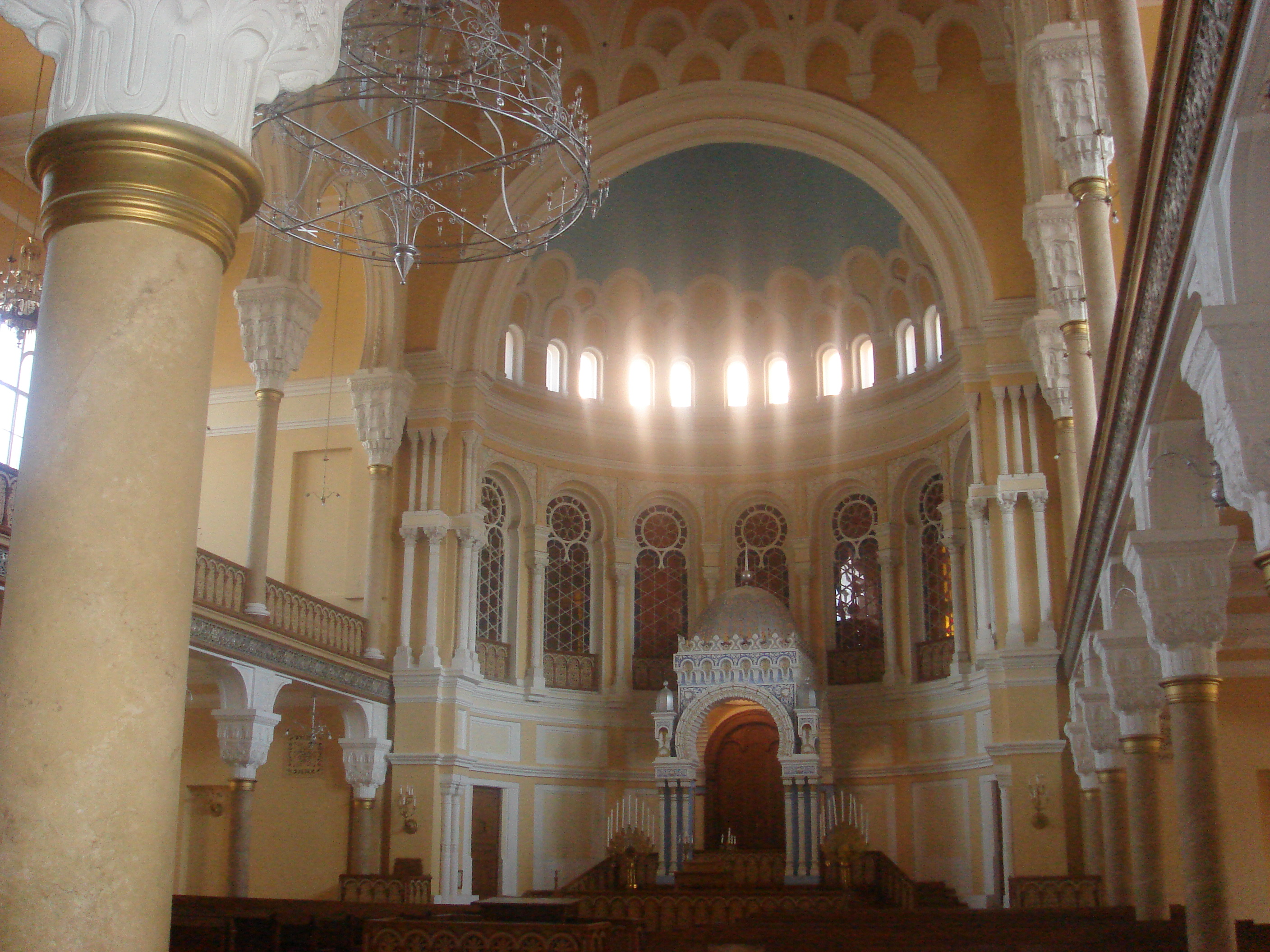
Wnętrze synagogi